# Acid prefenic
Acidul prefenic (adesea sub forma anionului prefenat) este un acid dicarboxilic hidroxilic și ciclic și este un important intermediar în biochimia plantelor și a microorganismelor. Este un precursor pentru mulți compuși și participă la calea acidului shikimic.
Este biosintetizat ca urmare a unei reacții de transpoziție Claisen [3,3]-sigmatropică a corismatului: